# Violoncello
Das Violoncello [ˌviolɔn'tʃɛlo], kurz Cello, ist ein aus verschiedenen Holzarten gefertigtes Streichinstrument aus der Viola-da-braccio-Familie. Das Instrument entstand vor 1535 in Norditalien. Das Violoncello wird mit einem Bogen gestrichen, seltener auch mit dem Finger gezupft (pizzicato). Im Gegensatz zur Violine und Bratsche hält der Cellist das Instrument aufrecht (mit dem Hals nach oben) zwischen den Beinen. Es steht heute meist mit einem ausziehbaren Stachel auf dem Boden. Es war das Instrument des Jahres 2018.

## Bezeichnungen
Die Bezeichnung Violoncello (Abkürzung Vc) ist aus dem Italienischen entlehnt. Ein Violoncello ist wörtlich ein „kleiner Violone“, wobei der Violone wörtlich eine „große Viola“ ist.
Das Instrument wird meist kurz Cello genannt. Der Cellospieler wird in der Regel Cellist genannt und nur selten Violoncellist. Auch in Wortzusammensetzungen ist die Kurzform üblich, z. B. Cellokonzert (Beispiel) oder Cellosonate (Beispiel).
Der Plural lautet in der Fachsprache der Musiker Violoncelli bzw. Celli; laut Duden ist die Pluralform Violoncellos bzw. Cellos aber ebenfalls korrekt.
Ursprünglich lautete die Bezeichnung des Instruments Bassvioline, Bassgeige oder kleine Bassgeige, französisch basse de violon bzw. italienisch basso di viola da braccio oder auch violone. Die Diminutivform violoncino tauchte nur gelegentlich auf. In den Zwölf Triosonaten des italienischen Komponisten Giulio Cesare Arresti aus dem Jahre 1665 erscheint schließlich, in gleicher Bedeutung wie violoncino, erstmals die Diminutivform violoncello. Die seit 1739 belegte eingedeutschte Wortform Violoncell (Plural Violoncelle oder Violoncells) ist heute nicht mehr gebräuchlich. Die Kurzform Cello ist seit 1813 belegt.

## Aufbau und Funktion

### Teile und Materialien

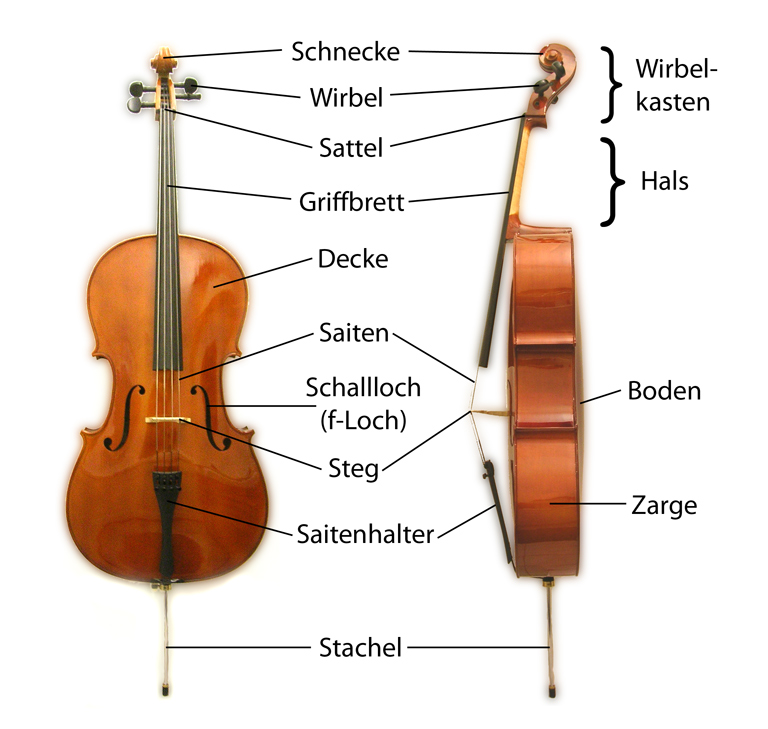
Violoncello in der Übersicht, wichtige Teile beschriftet

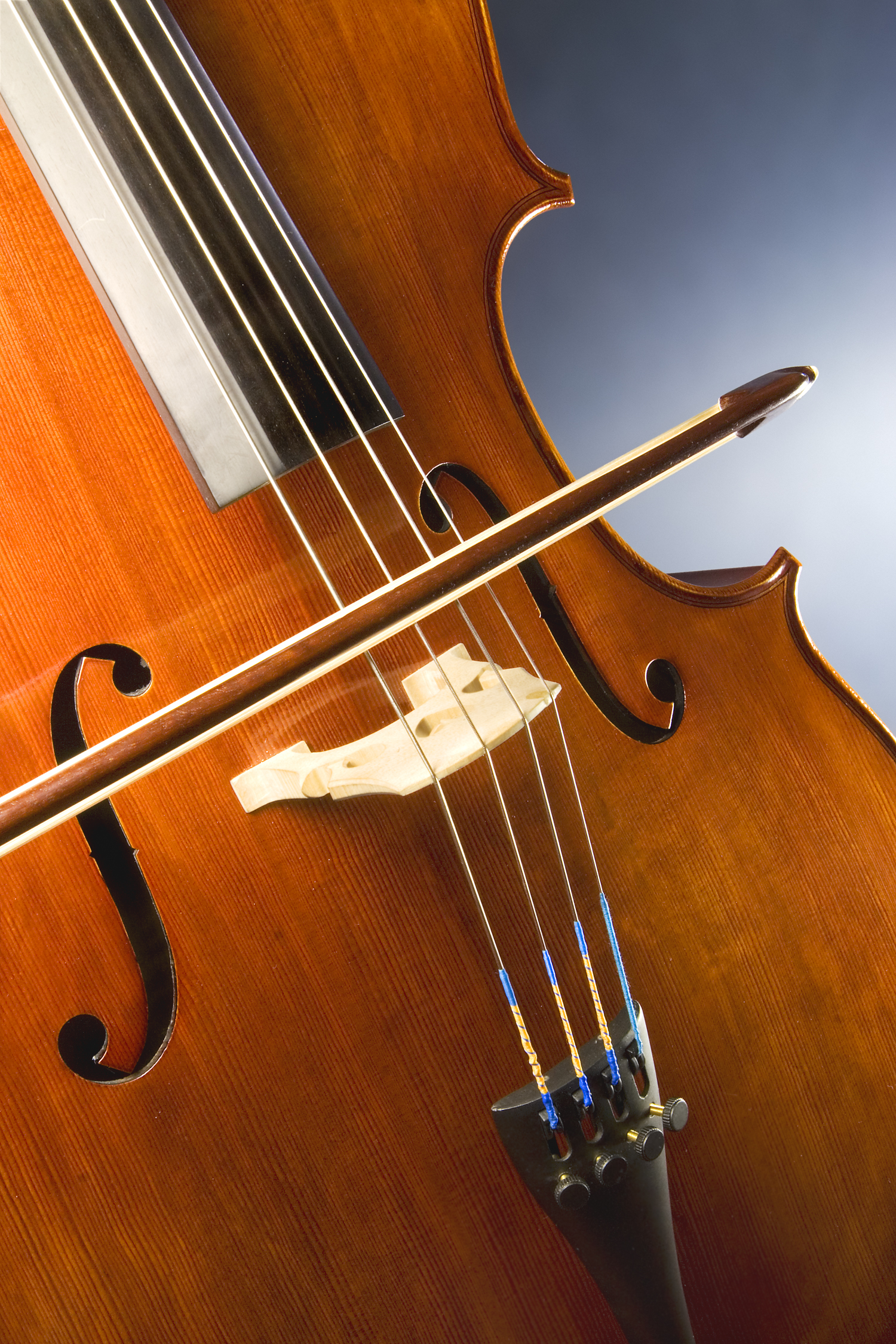
Nahaufnahme des Korpus mit Steg und den zwei f-Löchern. Oben das Griffbrett, unten der Saitenhalter mit vier Feinstimmern.

Für den Bau eines Violoncellos verwendet man verschiedene Arten von Klangholz, die auch beim Bau von Violinen und Violen genutzt werden. Die Decke des Korpus und die Klötze im Inneren bestehen in der Regel aus Fichtenholz. Für den Boden des Korpus, die Zargen, den Hals und den Wirbelkasten wird meist Ahorn verwendet (selten ein anderes Hartholz wie Kirsche, Birne, Nuss oder auch Pappel).
Die Saiten verlaufen von den Wirbeln über den Obersattel und den Steg bis zum Saitenhalter im unteren Drittel des Korpus. Griffbrett, Wirbel und Saitenhalter werden aus Ebenholz hergestellt, seltener aus anderen Harthölzern wie Buchsbaum oder Palisander. Der Steg ist ein flaches, oft kunstvoll gefertigtes Holzplättchen mit Einkerbungen für die vier Saiten, das in der Mitte des Korpus mit zwei Füßen senkrecht auf der Korpusdecke aufgesetzt ist. Im Inneren des Korpus befinden sich der Stimmstock und der Bassbalken.
Der Aufbau des Violoncellos entspricht damit weitgehend dem Aufbau der Violine. Abgesehen von den verschiedenen Maßen, ist der wesentliche Unterschied der ausziehbare Stachel, mit dem das Violoncello auf dem Boden steht. Er besteht meist aus Metall, seltener aus Holz oder kohlenstofffaserverstärktem Kunststoff. Die frühere Bezeichnung Perno für den Stachel ist heute nicht mehr üblich.
Seit den frühen 2000er Jahren werden Celli auch aus Carbon gefertigt, die klanglich mit den Eigenschaften herkömmlicher, aus Holz gefertigten Instrumenten mithalten können und gleichzeitig witterungsstabiler und robuster sind.

### Bau
Das Violoncello wird vom Geigenbauer hergestellt. Aus handwerklicher Sicht ist der Violoncellobau dem Bau der Violine sehr ähnlich. Für die Herstellung eines Violoncellos benötigt der Geigenbauer aber etwa dreimal so viel Zeit wie für den Bau einer Geige.
Zu Baubeginn bestehen Decke und Boden aus massiven, im Schnitt keilförmigen Holzplatten, die zunächst in der Mitte gefugt werden. Dabei übersteigt die Dicke in der Mitte mindestens etwas die Höhe der späteren maximalen Wölbung. Erst nach vollkommener Fertigstellung der Außenwölbung mit verschiedenen Werkzeugen wird die Innenwölbung begonnen.
Im Gegensatz zu Decke und Boden werden die Zargen, die zusammen mit den vier Eckklötzen sowie dem Ober- und Unterklotz den Zargenkranz bilden, zunächst als plane Streifen auf die richtige Stärke gehobelt. Danach erfolgt mit Dampf und Druck auf einem speziell dafür geformten Eisen (Biegeeisen) ihre Biegung in die richtige Form. Die Klötze, an denen die Zargen festgeleimt sind, dienen als Gerüst. In den Oberklotz wird später der Hals eingelassen und eingeleimt.

### Maße und Proportionen
Typische Maße:
- Korpuslänge: 750–760 mm
- Zargenhöhe: 111 mm
- Halslänge: 255 mm
- Schwingende Saitenlänge (Mensur): 690 mm
- Saitendurchmesser: 0,8–2,0 mm
 Der Saitendurchmesser variiert je nach Hersteller und Material. Er hängt auch davon ab, ob die Saite mit Metall umsponnen ist oder nicht. Bei gleichem Material ist der Durchmesser tieferer Saiten größer.
- Bogenlänge: 710–730 mm

Das Violoncello entspricht etwa der Bauform der Violine und der Viola, besitzt aber abweichende Proportionen. Während der Korpus des Violoncellos knapp die doppelte Länge der Geige hat, haben die Zargen die vierfache Höhe. Das erweitert den Resonanzraum und gleicht die Tatsache aus, dass das Violoncello, gemessen an seiner Stimmung, eigentlich viel größer sein müsste, wollte man die Proportionen der Violine beibehalten. Die Saiten sind eine Duodezime tiefer gestimmt als die der Violine bzw. eine Oktave tiefer als die der Viola. Entsprechend vergrößert hätte der Korpus die dreifache Länge eines Geigenkorpus, was zu einem Instrument von den Dimensionen des Kontrabasses führen würde. Die hohen Zargen bewirken, dass im Klangspektrum bestimmte Teiltöne, insbesondere der 1. Oberton, verstärkt werden. Daraus entsteht die charakteristische warme Klangfarbe des Violoncellos.
Weiterhin besitzt das Violoncello ein anderes Mensurverhältnis – der Begriff bezeichnet den Abstand zwischen Sattel und oberem Deckenrand im Verhältnis zum Abstand zwischen Deckenrand und Steg – als die Geige: Während bei der Violine das Mensurverhältnis 2:3 beträgt, ist es beim Violoncello mit 7:10 geringfügig größer. Der gesamte Abstand zwischen Sattel und Steg und damit die Länge der schwingenden Saite wird als Mensur bezeichnet. Die Mensuren variieren beim Violoncello stärker als bei der Violine, sind aber weniger variabel als bei der Viola.

### Saiten und Stimmung
Das Violoncello ist heute mit vier Saiten im Quintenabstand bespannt, die leer, das heißt ungegriffen, auf die Tonhöhen C–G–d–a gestimmt sind, somit eine Oktave tiefer als die der Viola. Merksprüche für die Grundstimmung sind „ach du Großes Cello“ oder, mit der tiefsten Saite beginnend, „Cello Geht doch auch“.
Die folgende Tabelle zeigt die Frequenzen der vier Saiten in Hertz (Hz), abhängig von zwei gebräuchlichen Tonhöhen des Kammertons a′ und für den Fall der reinen Einstimmung der Saiten.
| Saite             | Ton/Note | Frequenzen bei einem Kammerton (a1) von | Frequenzen bei einem Kammerton (a1) von | Frequenzen bei einem Kammerton (a1) von |
| Saite             | Ton/Note | 443 Hz                                  | 442 Hz                                  | 440 Hz                                  |
| ----------------- | -------- | --------------------------------------- | --------------------------------------- | --------------------------------------- |
| 1 (höchste Saite) | a        | 221,50 Hz                               | 221,00 Hz                               | 220,00 Hz                               |
| 2                 | d        | 147,67 Hz                               | 147,33 Hz                               | 146,67 Hz                               |
| 3                 | G        | 98,44 Hz                                | 98,22 Hz                                | 97,78 Hz                                |
| 4 (tiefste Saite) | C        | 65,63 Hz                                | 65,48 Hz                                | 65,19 Hz                                |

Klangbeispiel: Die vier Saiten des Violoncellosⓘ
Die Saiten bestehen im Kern meist aus Stahl, Wolfram, Nylon oder Darm. Sie sind in der Regel mit einem feinen Draht zum Beispiel aus Silber, Aluminium oder Kupfer umsponnen.

### Tonerzeugung

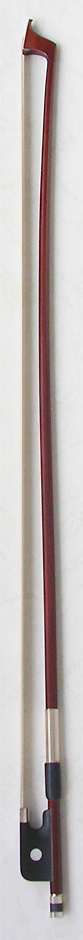
Cellobogen

Der Ton entsteht beim Violoncello, wie bei allen Streichinstrumenten, durch die Schwingung der Saiten. Sie werden meist durch Anstreichen mit dem Bogen in Schwingung versetzt, können aber auch mit den Fingern gezupft werden (Pizzicato).
Der Steg überträgt die Schwingungen der Saiten auf die Korpusdecke, der Stimmstock leitet sie zwischen Decke und Boden weiter. Der gesamte Korpus wirkt als Resonanzkörper, der den Ton verstärkt. Er bringt die Luft zum Schwingen und strahlt dabei den Schall sowohl nach außen als auch ins Innere des Korpus ab. Durch die beiden seitlichen Schalllöcher (f-Löcher) auf der Korpusdecke wird in erster Linie die Beweglichkeit und Resonanzfähigkeit der Decke erhöht. Zwar dringt auch Schall aus dem Inneren durch die f-Löcher nach außen, dessen Anteil an der gesamten Lautstärke des Instruments ist jedoch gering.
Durch Niederdrücken der Saite mit einem Finger der linken Hand kann ihr schwingender Teil verkürzt werden. Das bewirkt eine höhere Schwingungs-Frequenz und somit eine Veränderung der Tonhöhe. Auf dem Griffbrett befinden sich keine Bünde wie etwa bei der Gambe. Der Cellist muss deshalb die richtige Stelle auf dem Griffbrett präzise treffen; er muss dafür sein Haltungs- und Bewegungsgedächtnis ausgiebig schulen, zumal er das Greifen der Saiten nicht visuell kontrollieren kann. Ein gut gebildetes Gehör hilft dabei.

## Klang

### Tonumfang
Der Tonumfang reicht (in bequem spielbaren Positionen) vom großen C bis zum dreigestrichenen g (g3) und umfasst damit mehr als vier Oktaven; als Flageolettton wird sogar das viergestrichene a (a4) erreicht. Charakteristisch für das Violoncello sind vor allem die Töne im Bereich der männlichen Stimme (Bass und Tenor). Es erreicht aber eine größere Tiefe als eine menschliche Bassstimme und geht in der Höhe über den üblichen Tonumfang eines Soprans hinaus. Es klingt „dunkel und kraftvoll in der Tiefe, samtig lyrisch in der Tenorlage; in den höheren Lagen verzaubert es durch strahlende Brillanz“. Anders als auf dem Klavier, der Harfe und der Orgel, die einen noch größeren Tonumfang haben, kann der Cellist zudem mit den Mitteln der Bogenführung und des Vibratos jeden nicht allzu kurzen Ton individuell gestalten.
Aufgrund seiner reichen Palette an Registern und Klangqualitäten gilt das Violoncello als eines der vielseitigsten Instrumente. Es wird eingesetzt:
- als Bassinstrument in der Barockmusik (Basso continuo), häufig gedoppelt durch den Kontrabass, der dieselbe Basslinie eine Oktave tiefer spielt
- als Bassinstrument in der Kammermusik (Streich- und Klaviertrio, - quartett, -quintett)
- als Bassinstrument im barocken und klassisch-romantischen Orchester, sekundiert in der 16'-Lage durch den Kontrabass
- als Soloinstrument, meist mit Schwerpunkt auf den höheren Klangregistern (Sololiteratur, Kammermusik, Solo-Instrumentalkonzerte).

### Akustische Eigenschaften
Der Klang eines Musikinstruments wird aus physikalisch-akustischer Sicht hauptsächlich durch den Teilton, bzw. Obertonaufbau, die Formantverteilung (Frequenzbereiche, in denen die Teiltöne unabhängig von der Lage des Grundtons hervortreten), den Ein- und Ausschwingvorgang, Geräuschanteile sowie die Dynamik bestimmt. Diese Eigenschaften sind baulich stark von den Materialeigenschaften, der Konstruktion und sogar von der individuellen Spieltechnik abhängig, weshalb nur ungefähre Aussagen möglich sind.
Das Violoncello hat, ähnlich der Violine, aufgrund der komplizierten Resonanzeigenschaften des Resonanzkörpers einen sehr unregelmäßigen Teiltonaufbau sowie ausgeprägte Formantgebiete. Darauf beruht zum Teil der ihm oft zugeschriebene kantable Charakter. Die Grundtöne der tiefsten Töne sind gegenüber den Teiltönen sehr schwach ausgeprägt und liegen circa 15 Dezibel (dB) unter den stärksten Obertönen. Oberhalb von 3000 Hertz (Hz) sind die Teiltöne, die bis ungefähr 8000 Hz reichen können, relativ schwach ausgeprägt. Charakteristische Formantgebiete des Violoncellos liegen bei 230 Hz, zwischen 300 und 500 Hz sowie zwischen 600 und 900 Hz. Typisches Kennzeichen des Violoncelloklangs ist eine Formantsenke zwischen 1000 und 1200 Hz, in einem Bereich, in dem die Violine ihren stärksten Formanten besitzt. Das ist einer der Gründe für den unterschiedlichen Klangcharakter der beiden Instrumente. Instrumente, die einen Formanten zwischen 2000 und 3000 Hz besitzen, zeichnen sich durch einen hellen Klang aus. Manche Instrumente besitzen beim Spiel auf der A-Saite im Bereich um 1500 Hz einen Formanten, der das Instrument etwas in Richtung Viola (die oft einen Formanten bei circa 1600 Hz besitzt) klingen lässt.
Die Einschwingzeit des Violoncellos liegt bei circa 60 bis 100 Millisekunden (Violine 30–60 ms, Kontrabass 100–500 ms). Sie kann aber durch entsprechende Bogenführung auf 300 ms verlängert werden, wodurch ein weicherer Klang erreicht wird. Da der Grundton später als die Teiltöne anspricht, kann bei schnellen Tonfolgen der Klang etwas „spitz“ werden. Der gegenüber der Violine etwas längeren Einschwingzeit entspricht ein längeres Ausklingen. Der Einschwingzeit analog ist der Geräuschanteil in diesem Zeitabschnitt. Weitere (erwünschte) Geräuschanteile nach dem Einschwingungsvorgang entstehen durch das Streichen des Bogens auf der Saite.
Der Dynamikbereich der Streichinstrumente liegt circa 10 dB unter dem der Holzbläser. Das Violoncello deckt ungefähr einen Dynamikbereich von 35 dB ab und liegt damit knapp über der Violine mit 30 dB.
Die Richtcharakteristik des Violoncelloklangs, die allerdings nur im Nahbereich (zum Beispiel bei der Mikrofonaufnahme) von Bedeutung ist, unterscheidet sich dadurch von den anderen Streichinstrumenten, dass sie sich zwischen 2000 und 5000 Hz bevorzugt in zwei Zonen (zum Boden und senkrecht nach oben) aufteilt.

## Spieltechnik

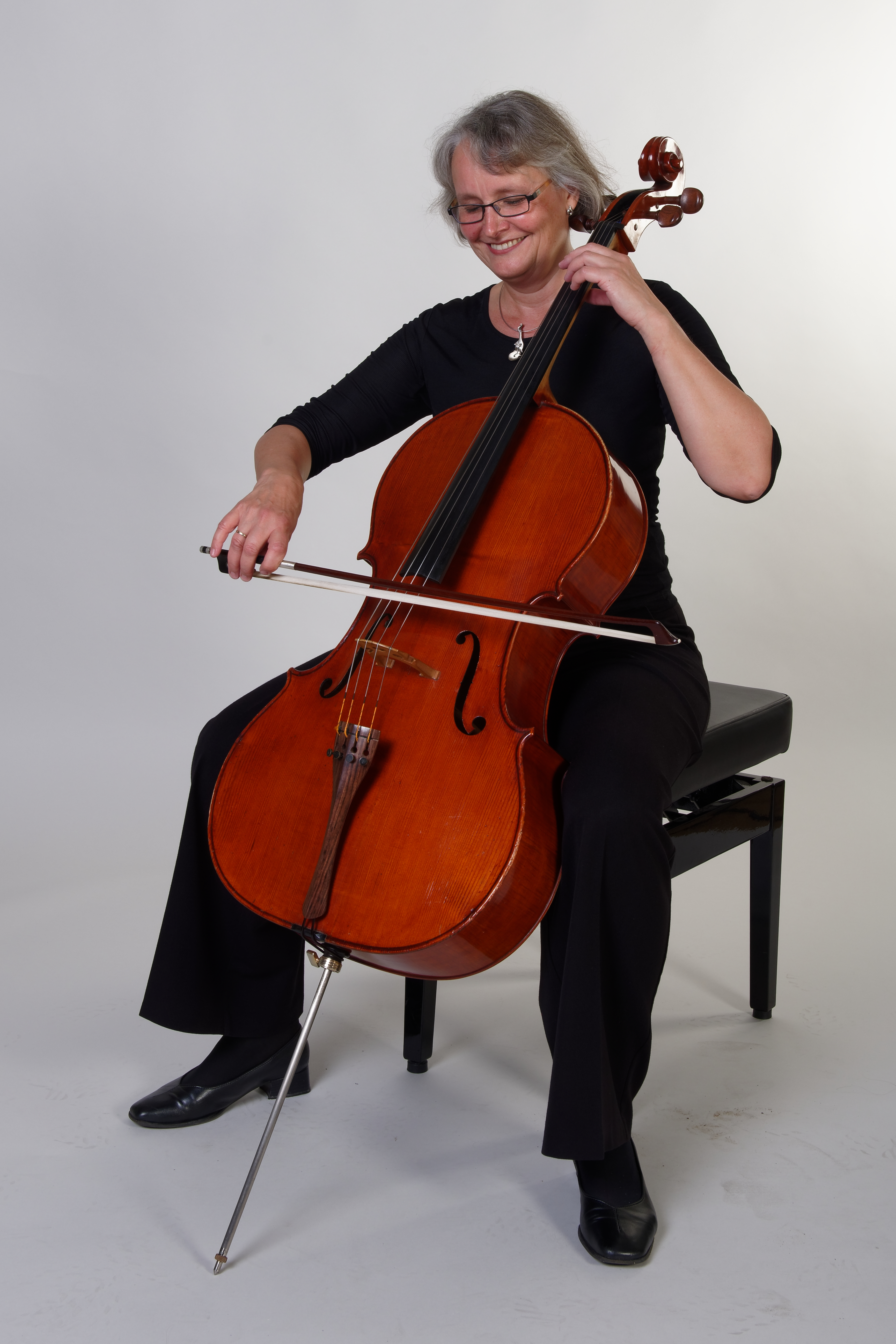
Cellistin

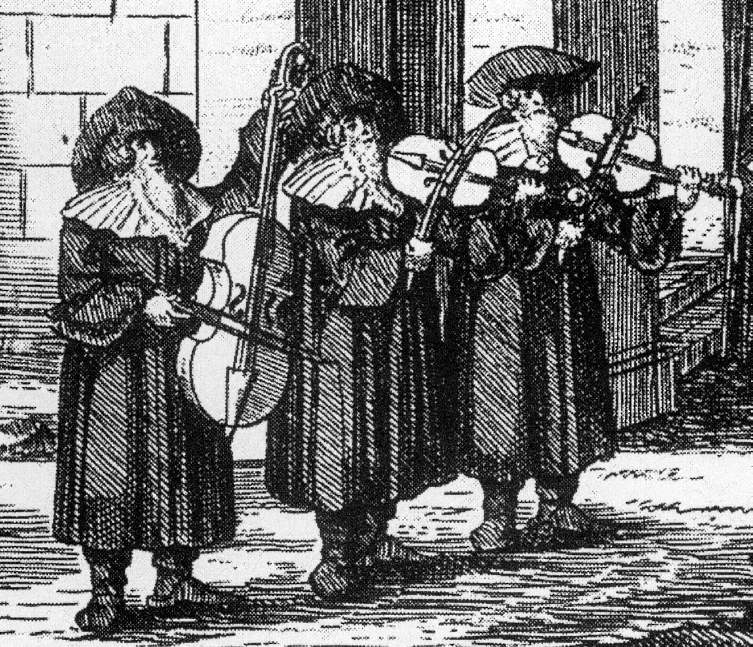
Jüdische Hochzeit im 18. Jahrhundert

Das Violoncello wird heute fast ausschließlich im Sitzen gespielt. Man stabilisiert es an vier Punkten: Mit dem Stachel auf dem Boden, mit den Zargen an den Innenseiten der Knie, mit dem oberen Ende des Korpus am Brustbein. Es wird etwas geneigt, so dass sich der Hals mit dem Griffbrett über der linken Schulter befindet und der Spieler aufrecht sitzen kann. Die linke Hand greift die Tonhöhen auf den Saiten, die rechte führt den Bogen. Schon vom 16. bis zum 18. Jahrhundert wurde das Violoncello von einigen Musikern im Stehen gespielt, wobei das Instrument auf einem Schemel abgestützt werden musste. Bei Umzügen wurde auch im Gehen gespielt und das Instrument dabei durch ein Band am Körper gehalten. Im 20. Jahrhundert wurde dann der Arnold Cello Stand entwickelt, der ein Spielen im Stehen ermöglicht.

### Rechte Hand

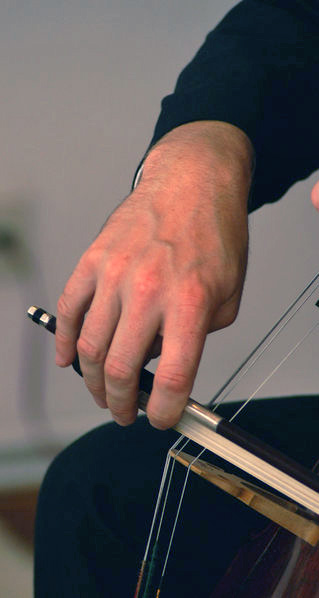
Handhaltung bei der Bogenführung

Wurde der Bogen in der Frühzeit des Violoncellos noch sehr oft im Untergriff gespielt (wie bei den Gamben und wie auch auf nebenstehender Grafik der jüdischen Hochzeit ersichtlich), so hat sich der Obergriff (wie bei der Violine und Bratsche schon lange üblich) im Hochbarock durchgesetzt. Doch noch Charles Burney berichtet von seiner italienischen Reise 1770, dass „Violonschellspieler den Bogen nach der alten Art halten, mit der Hand am Haare und den Daumen am Holze, wie bey dem Gambenspieler noch geschieht“. Sogar im Juli 1800 ist im Weimarer Journal des Luxus und der Moden ein Reisebericht aus Wien zu lesen, in dem bemerkt wird: „Herr Albrechtsberger selbst spielt mit einer Delikatesse und Präcision Violoncello, die man desto mehr bewundert, da er den Bogen wie der Violinspieler führt.“
Der Bogenführung kommt eine wichtige Rolle zu: sie bestimmt über Lautstärke, Klangfarbe, Artikulation und Rhythmus. Der Bogen wird abwechselnd nach rechts gezogen (Abstrich) und nach links geschoben (Aufstrich). Der Abstrich wird aus klanglichen und spieltechnischen Gründen eher für betonte Taktteile verwendet, der Aufstrich eher für unbetonte, insbesondere für Auftakte. Das gilt seit dem Barock. Allerdings sind die klanglichen Unterschiede zwischen Abstrich und Aufstrich beim Spiel mit modernem Instrument und Bogen minimal.
Wenn der Cellist mehrere Töne mit demselben Ab- oder Aufstrich spielt, erklingen sie verbunden (Legato). Das Spiel mit ständigem Bogenwechsel zwischen allen Noten nennt sich Détaché. Sehr kurze Töne (Staccato) erklingen, wenn der Cellist die Saite mit dem Bogen nur anreißt. Daneben gibt es weitere Stricharten. Das Zupfen der Saiten mit den Fingern (Pizzicato) ermöglicht zusätzliche Klangeffekte.
Der Cellist muss Druck, Geschwindigkeit und Strichstelle (Abstand der Kontaktstelle vom Steg) des Bogens unter Kontrolle haben. Dafür ist eine subtile Koordination zwischen Arm, Hand und Fingern erforderlich. Die Kraftübertragung vom Arm auf den Bogen geschieht durch eine Pronation des Unterarmes, wodurch der Zeigefinger Druck auf die Bogenstange ausübt. Den notwendigen Gegendruck dazu liefert der Daumen, der sich an der Kante des Frosches abstützt. Der kleine Finger dient der Kontrolle des Verkantungswinkels der Bogenhaare zur Saite und der Balance des Bogens beim Abheben des Bogens von der Saite. Bis in die 1930er Jahre wurde die Achse der Bogenhand oft horizontal fixiert gehalten; heutzutage wird eine flexible Haltung der Handinnenfläche bevorzugt: Beim Wechsel zum Abstrich minimal nach innen gedreht (Supination), beim Wechsel zum Aufstrich minimal nach außen (Pronation), das ist biomechanisch günstiger.

### Linke Hand

#### Applikatur und Positionen (Lagen)

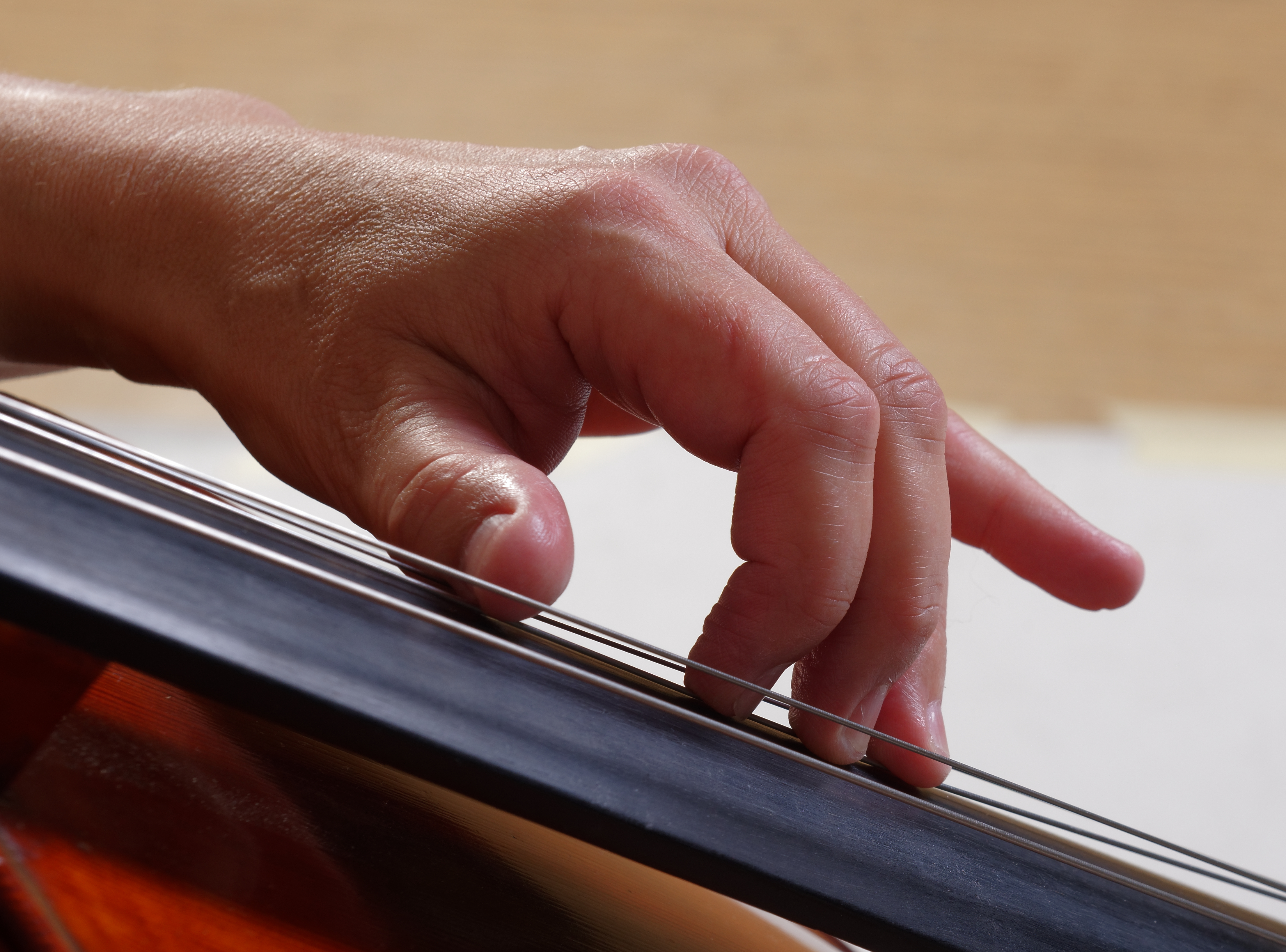
Daumenlage beim Cello

Die Tonhöhe jeder Saite kann durch die Verkürzung ihrer schwingenden Länge verändert werden. Je kürzer die schwingende Saite, desto höher die Frequenz und damit die Tonhöhe. Das geschieht durch Aufsetzen eines beliebigen Fingers an der gewünschten Stelle der Saite. Percussion charakterisiert das Auftreffen der Finger auf dem Griffbrett, von einem langsameren (weichen) Aufsetzen bis hin zu einem schnellen, geräuschhaften Anschlag. Sie differenziert die Tonansprache und beeinflusst die Artikulation.
- Vier-Finger-Positionen: In der ersten Lage schließt der erste Finger (Zeigefinger) ganz am Oberende des Griffbretts einen Ganzton über der Tonhöhe der leeren Saite an. Die übrigen Finger liegen meistens im Halbtonabstand daneben (enger Griff), so dass der vierte (kleine) Finger die Quarte des Saitengrundtons erreicht, auf der C-Saite ist es das F. Als zweite Möglichkeit wird der „weite Griff“ verwendet, zwischen erstem und zweitem Finger entsteht dann ein Ganztonschritt. Jede folgende Lage bringt die Hand um eine Stufe der diatonischen Tonleiter weiter. Mit dem ersten Finger eine Quinte über dem Grundton der Saite ist die vierte Lage erreicht.
- Drei-Finger-Positionen: Von der fünften bis zur siebten Lage bleibt der Daumen meistens als stabilisierendes Gegenlager noch in der Halskehle. Wegen der größeren Streckung des Unterarms wird der vierte Finger hier nur selten verwendet. Auch bedingt durch die kleiner werdenden Abstände der Finger-Aufsetzpunkte sind nun Halb- oder Ganztonschritte zwischen allen Fingern möglich.
- Daumenpositionen: Auch der Daumen kann zum Greifen von Tönen gebraucht werden (Daumenaufsatz, Daumenlage), üblicherweise ab der 7. Lage. Als Orientierung dienen dann nur noch die Armposition und der Sekundabstand Daumen - erster Finger.

Lagenwechsel: Veränderungen der Position der gesamten linken Hand auf dem Griffbrett. Die Lage bestimmt auch die Klanggestaltung eines Stücks, da der gleiche Ton (auf verschiedenen Saiten gespielt) unterschiedliche Partialtonstrukturen (Klangfarben) erhält.

#### Doppelgriffe
Doppelgriffe sind beim Violoncello wie bei allen Streichinstrumenten gebräuchlich. Der Bogen streicht dabei zwei benachbarte Saiten gleichzeitig, und die linke Hand greift auf einer oder auf beiden Saiten Töne. Drei- und Vierklänge können gleichzeitig nur relativ laut mit viel Druck auf den Saiten oder nacheinander als Arpeggio ausgeführt werden.

#### Vibrato
Beim Vibrato wiegt sich der Grifffinger periodisch um seinen Aufsetzpunkt, ohne diesen zu verlassen. Die entstehenden Tonhöhenschwankungen beleben den Ton.

#### Flageolett
Das Flageolett entsteht durch leichtes Auflegen eines Fingers auf einen Knotenpunkt der harmonischen Teiltöne der Saite. Dadurch entsteht ein weich und zart klingender, hoher Ton. Diese Flageolette bezeichnet man als die sogenannten „natürlichen“ Flageolette, da sie sich immer auf die entsprechende leere Saite beziehen und die natürlichen Obertöne der jeweiligen Saite angesprochen werden. So entspricht das auf der A-Saite an der Stelle von e1 gespielte Flageolett genau der Tonhöhe eines (eine Oktave höher liegenden) e2, ein bei d1 gespieltes Flageolett hingegen entspricht a2, das von der leeren Saite aus zwei Oktaven höher liegt. Die natürliche Obertonreihe lässt Naturflageolette in folgender Reihenfolge zu (jeweils vom vorhergehend Ton aus): Oktave – Quinte – Quarte – große Terz – kleine Terz. Viele der weiteren Partialtöne, die auf dem Cello durchaus noch zu produzieren sind, weisen Intonationsabweichungen von der reinen und der gleichstufigen Stimmung auf. Identische Flageolette lassen sich sowohl in Richtung Steg (hohe Lage) als auch in Richtung Sattel (tiefe Lage) spielen. Paradebeispiele für Naturflageolette beim Cello sind Schostakowitsch, Cellosonate op. 40/ 2. Satz ab den Takten 76 /112 oder das Ende des zweiten Satzes von Maurice Ravels Klaviertrio.
Im Gegensatz zu den natürlichen Flageoletts stehen die sogenannten „künstlichen“. Dabei wird die leere Saite durch einen fest gegriffenen (meist mit dem ersten Finger oder dem Daumen) Ton ersetzt und (meist im Quart oder Terzabstand) ein weiterer Finger leicht aufgelegt. Dadurch lassen sich Flageolette in jeder beliebigen Reihenfolge und Tonhöhe spielen (Beispiele: Schostakowitsch Klaviertrio, 1. Satz, 1. Cellokonzert, 2. Satz, Messiaen Quatuor pour la fin du temps, 1. Satz.). Ein Profi muss diese Techniken beherrschen, insbesondere die Kenntnis über die Lagen der entsprechenden Flageolette. Vielfach lassen sich nämlich ungünstig notierte Flageolette (besonders Terz-Flageolette in tiefen Lagen, die selten gut ansprechen) durch entsprechende, besser spielbare Quart-Flageolette ersetzen. So ergibt zum Beispiel ein auf der G-Saite notiertes Terz-Flageolett a-cis, ausgeführt als Quartflageolett cis-fis dieselbe Tonhöhe, jedoch mit weniger Risiko. Ein weiterer Aspekt zum Flageolett-Spiel betrifft die Position des Bogens zwischen Griffbrett und Steg. Fälschlicherweise wird oft geraten, insbesondere bei künstlichen Flageoletten in hoher Lage nahe am Steg zu spielen. Das ist nur bedingt richtig: Der beste Effekt wird erzielt, wenn sich der Bogen zumindest in der Nähe eines dem gerade gespielten Flageolett entsprechenden Knotenpunkts der Obertonreihe befindet.

## Herkunft und bauliche Entwicklungen

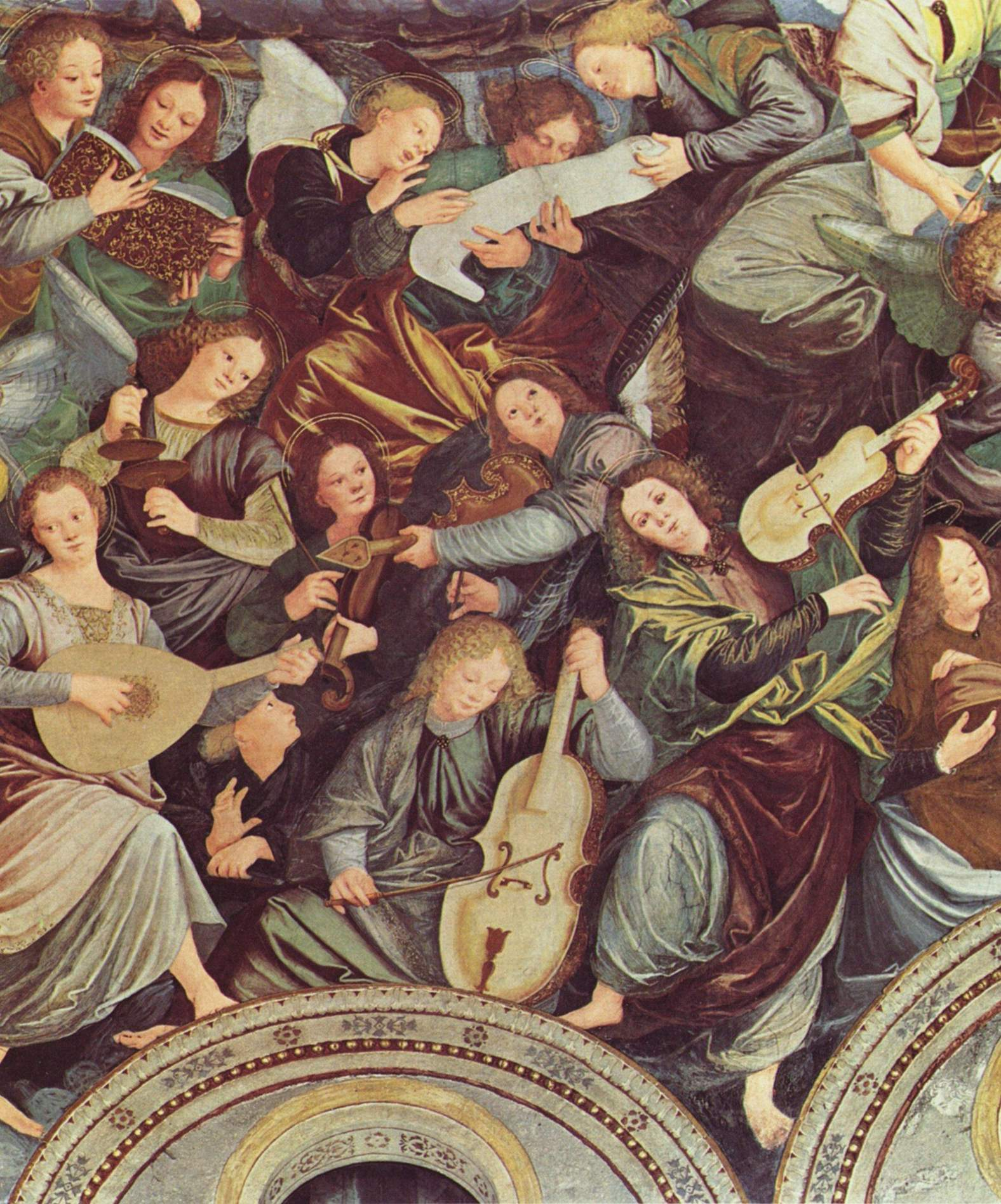
Musizierende Engel mit kleiner Bassgeige (1535–1536)

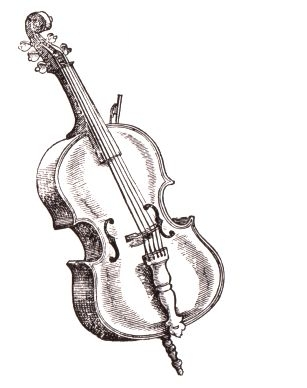
Fünfsaitige Bassgeige mit Stachel (Syntagma Musicum)

Das Violoncello ist der Bass der Viola-da-braccio-Familie, einer Gattung von Streichinstrumenten, die sich im 15. und 16. Jahrhundert parallel zu den Gamben entwickelt hatte. Zu dieser Familie gehören auch die heutigen Violinen und Violen. Alle diese Instrumente hatten drei oder vier in Quinten gestimmte Saiten.
Ab etwa der Mitte des 16. Jahrhunderts waren vier Saiten häufig. Typische Stimmungen für das Bassinstrument waren F–c–g, B1–F–c–g und C–G–d–a. Die Stimmung vom B1 aus hielt sich in Frankreich und England nach Michel Corrette bis etwa 1715–1720, in Bologna war bis 1700 die Stimmung C–G–d–g üblich. Ab etwa 1730 überwog die Quintstimmung auf dem Ton C in ganz Europa.
Manchmal wurden die frühen Bassgeigen bei Prozessionen getragen. Im Boden von alten Instrumenten findet man mitunter in der Nähe des Halses zwei kleine Löcher, durch die vermutlich eine Schnur gezogen und dann mit einem Tragegurt um die Schulter verbunden wurde. Das ermöglichte es den Musikern, auch im Stehen und Laufen zu spielen.
Bekannte Geigenbauer des 16. Jahrhunderts, die bereits solche Instrumente anfertigten, sind u. a. Andrea Amati (ca. 1505–1577), Gasparo da Salo (1540–1609) und Giovanni Paolo Maggini (1581–1632). Im 17. Jahrhundert ist Antonio Stradivari (etwa 1644–1737) hervorzuheben, der den Schallkörper etwas verkleinerte und so die bis heute gültigen Maße festlegte, aber auch beispielsweise Domenico Montagnana und Matteo Goffriller.

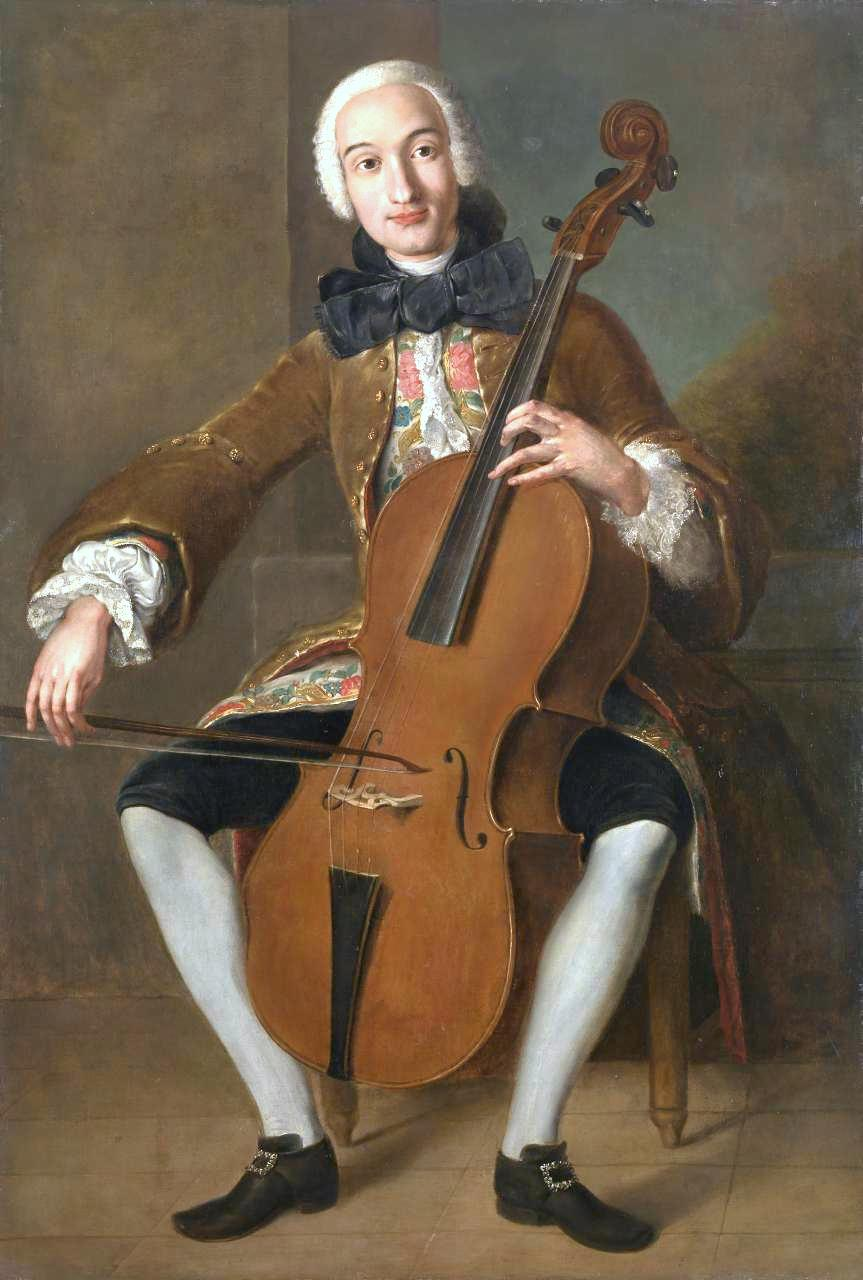
Unbekannter Maler (ca. 1764–1767), Porträt von Luigi Boccherini mit einem Violoncello, noch ohne Stachel.

Neben den herkömmlichen Viersaitern entstanden in der Frühzeit des Violoncellos um 1700 auch fünfsaitige Modelle. Michael Praetorius kennt bereits 1619 eine fünfsaitige Bas-Geig de bracio in der Stimmung F1–C–G–d–a. Auf vielen zeitgenössischen Gemälden finden sich „Violoncelli“ mit einer fünften Saite. Ein solches auf 1717 datiertes Instrument aus Gent befindet sich im Musée Instrumental, Brüssel. Auch J. S. Bach komponierte seine Sechste Suite für Violoncello solo D-Dur (BWV 1012) für ein Violoncello mit einer fünften Saite, auf e1 gestimmt. Solche Instrumente werden heute Violoncello piccolo genannt, ein Begriff, der historisch jedoch fragwürdig ist.
Anders als die Gambe erhielten einige Violoncelli schon kurz nach 1600 einen Stachel an der Unterseite des Korpus. Der Stachel wurde im Orchester ab etwa 1820 zunehmend verwendet; Solisten spielten jedoch häufig noch bis etwa 1850 „stachelfrei“. Der Stachel läuft durch eine Holzbirne, die in den Unterklotz eingelassen ist. Ab etwa 1860 setzte sich die Verwendung einer Feststellschraube für den Stachel durch. Grund für diese bauliche Veränderung war der häufigere Einsatz des Vibrato und der hohen Lagen.
Die Größe der Violoncelli war im Barock nicht einheitlich. Es gab Instrumente in mehreren Größen, die der Bass-, Bariton- und Tenorlage entsprachen. Die kleineren Violoncelli wurden oft eine Quarte oder Quinte höher gestimmt. Die frühen Instrumente wurden teilweise mit Bünden versehen. Johann Joachim Quantz erwähnt diese Praxis noch in seinem Versuch.
Eine besondere Bauform sind Reisecelli, zerlegbare Instrumente, bei denen der Korpus manchmal gleichzeitig als Transportbehälter für die demontierten Teile des Instruments und den Bogen diente. Solche Instrumente wurden verschiedentlich auch von Soldaten in den Schützengräben des Ersten Weltkriegs gespielt und sind daher heute teilweise auch als Trench Celli (Graben-Celli) bekannt, zusammen mit Instrumenten, die direkt an der Front gebaut wurden.

## Verwendung in der Musik

### Notation
Der verwendete Notenschlüssel ist in erster Linie der Bassschlüssel. Hohe Passagen werden auch im Tenorschlüssel oder im Violinschlüssel notiert. In älteren Notenausgaben findet sich etwa bei Dvořák, Beethoven, Bruckner auch eine Notation im nach unten oktavierenden Violinschlüssel. Die Transposition des Violinschlüssels gilt dann regelhaft bei Verwendung unmittelbar nach dem Bassschlüssel oder zu Beginn eines Stückes (nicht dagegen nach einer Passage im Tenorschlüssel). In Ausgaben, die den Tenorschlüssel für mittelhohe Passagen einsetzen, ist der Violinschlüssel fast nie oktavierend zu verstehen.
In Partituren wird die Cellostimme als zweitunterste Stimme über der Stimme des Kontrabasses notiert. Fehlt diese, nimmt sie selbst den untersten Platz ein.

### Solistische Verwendung

#### 17. Jahrhundert
Durch die Einführung der Umspinnung der tiefen Saiten mit Metalldraht in der zweiten Hälfte des 17. Jahrhunderts konnten die vormals größeren Bassgeigen verkleinert werden und klangen in den tiefen Registern dennoch genügend laut und klar. Damit entstand das Violoncello, welches dann bis zum Ende des 18. Jahrhunderts die wichtige Rolle eines „Generalbass“-Instrumentes (zusammen mit Cembalo, Orgel oder Laute) einnahm. Die Melodie oblag zunächst hohen Instrumenten oder Stimmen, etwa in Violinsonaten, Flötensonaten, Arien usw. Allerdings gab es nach 1600 auch Solokompositionen (Sonaten, Canzoni, Suiten) für tiefe Instrumente, und zwar viele für die Viola da Gamba die größere Bassgeige oder den Dulzian, weniger für das Violoncello.
Das Violoncello wird erstmals 1665 als Soloinstrument in den Sonate a due e a tre con la parte di violoncello a beneplacito op. 4 von Giulio Cesare Arresti erwähnt. Erste Solomusik für das Violoncello entstand am Ende des Jahrhunderts in Bologna und Modena. Hier waren die Cellisten Domenico Gabrielli (1689), Domenico Galli (1691), Giuseppe Maria Jacchini (1692) und Antonio Maria Bononcini (1693) die ersten, die ihr Instrument mit Kompositionen bedachten.

#### 18. Jahrhundert
Den Typus des solistischen Instrumentalkonzerts prägte entscheidend Antonio Vivaldi. Von ihm sind 27 Cellokonzerte erhalten. Vor allem er führte die Dreisätzigkeit (schnell-langsam-schnell) und die Ritornellform als gängige Kompositionsmethode ein. Letztere kennzeichnet fast alle ersten Sätze seiner Solokonzerte und meistens auch den letzten Satz. Johann Sebastian Bach, der regen Anteil an den instrumententechnischen Entwicklungen seiner Zeit nahm, widmete um 1720 dem Violoncello die bedeutenden sechs Suiten für Violoncello solo (BWV 1007–1012).

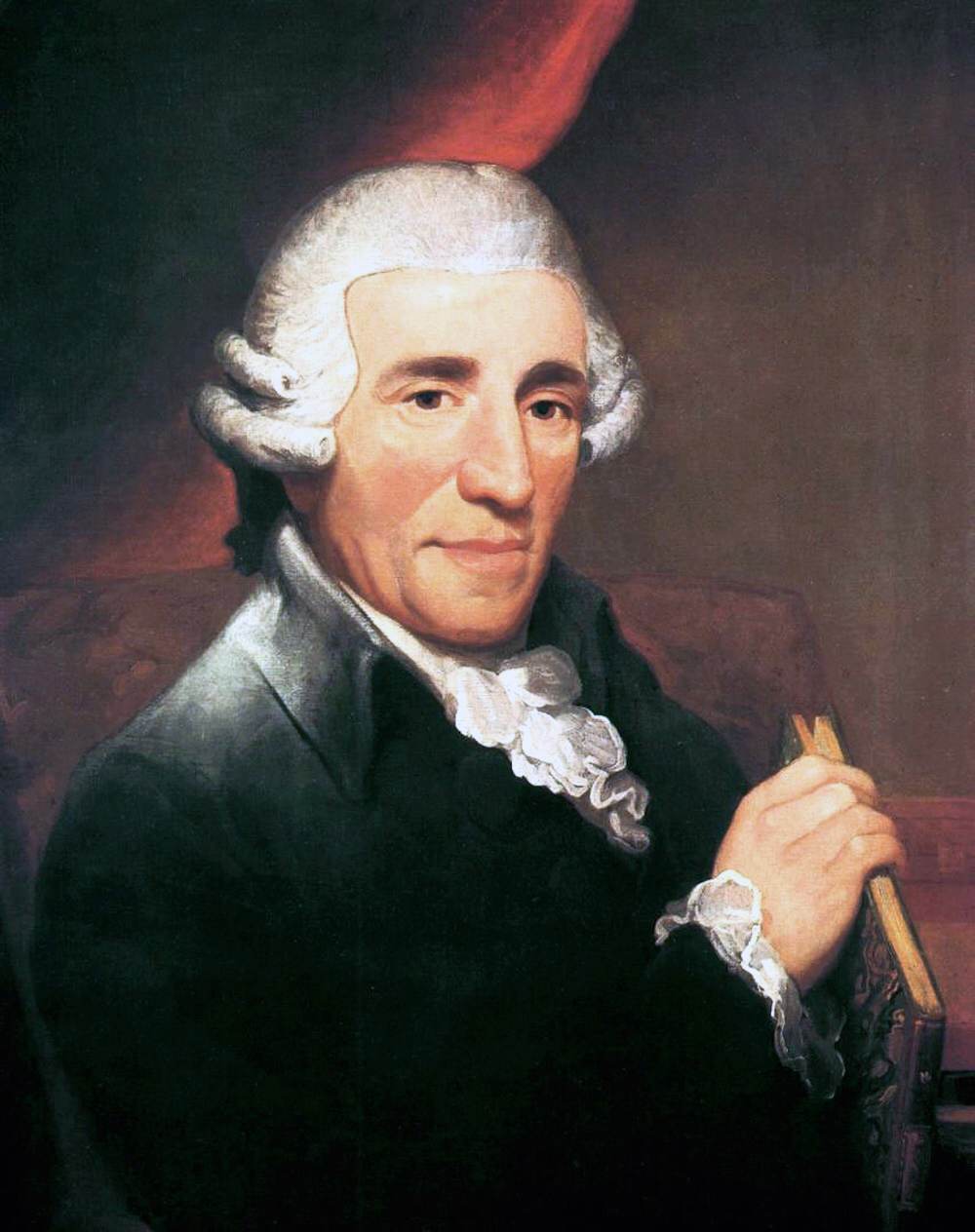
Haydns Cellokonzerte gehören heute zum Standardrepertoire.

Seit dieser Zeit setzte sich das Violoncello allmählich gegen die Gambe durch und bekam über den Generalbass hinaus eine eigene musikalische Bedeutung. Die Gambe kam bald darauf völlig außer Gebrauch. Um 1750 gab es außerhalb von Kirche und Hof eine lebendige bürgerliche Musikkultur. Kompositionen wurden oft nur einmal aufgeführt; das Publikum war vor allem an Neuem interessiert. So konnten die Werke der zahlreichen Komponisten häufig keinen größeren und längerfristigen Bekanntheitsgrad erreichen.
Manches hat aber auch überdauert, etwa die mehr als 40 Cellosonaten, die Luigi Boccherini (1743–1805) komponierte. Außerdem sind von ihm zwölf Violoncellokonzerte bekannt. Diese ragen mit ihrem melodischen Glanz und ihrer spieltechnischen Brillanz auch unter den Cellokonzerten anderer italienischer Musiker aus dem letzten Drittel des 18. Jahrhunderts (u. a. Giovanni Battista Cirri, Luigi Borghi, Domenico Lanzetti) heraus. Die beiden Cellokonzerte von Joseph Haydn in C-dur (um 1762–1765) und D-dur (1783) zählen heute zu den meistgespielten Werken.
Etwa ab 1770 etablierte sich das Violoncello in den entstehenden Formen der Kammermusik. Im Streichquartett, im Klaviertrio und den davon abgeleiteten Besetzungen (-quintett, -sextett usw.) war es seitdem regelmäßig vertreten.
Der Sonatentypus für ein Melodieinstrument und Klavier, den wir heute als „klassisch“ bezeichnen, wurde vor allem von Ludwig van Beethoven weiterentwickelt. Nach dem Vorbild seiner fünf bedeutenden „Sonaten für Klavier und Violoncello“ schufen Komponisten im 19. Jahrhundert und in der ersten Hälfte des 20. Jahrhunderts über 150 Sonaten.

#### 19. Jahrhundert

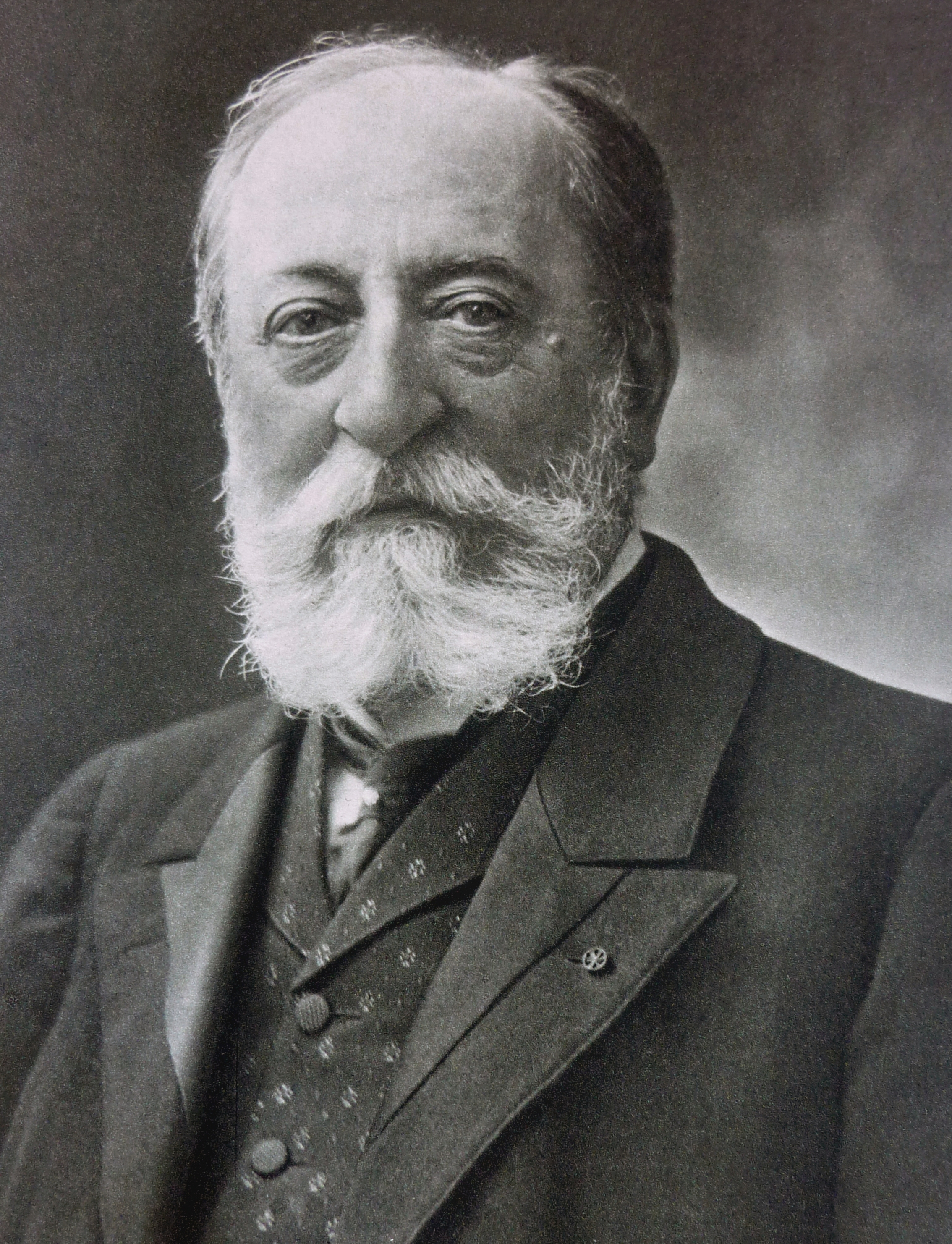
Camille Saint-Saëns schrieb mehrere bekannte Werke für Violoncello.

Die Mehrzahl der bedeutenden Komponisten des 19. Jahrhunderts widmeten sich vor allem Violine und Klavier als konzertanten Instrumenten. Dennoch gibt es eine Reihe von Kompositionen für Violoncello und Orchester, die bis heute einen unangefochtenen Platz im Konzertrepertoire einnehmen. Dazu zählen vor allem die Violoncellokonzerte von Robert Schumann, Camille Saint-Saëns und Antonín Dvořák sowie die Rokokovariationen von Pjotr Iljitsch Tschaikowski. Von Beethoven gibt es außerdem ein „Tripelkonzert für Klavier, Violine und Violoncello“.
Johannes Brahms komponierte zwei „Sonaten für Violoncello und Klavier“ sowie ein „Doppelkonzert für Violine und Violoncello“, das von Beethovens Tripelkonzert inspiriert ist. Der dritte Satz seines 2. Klavierkonzerts ist ebenfalls von einem Solocello dominiert, ohne dass dies jedoch außerhalb des Orchesters platziert und gesondert genannt wird, obwohl das Klavier und der Rest des Orchesters in diesem Satz eher begleitende Aufgaben übernehmen.
Auch Camille Saint-Saëns schrieb zwei Cellosonaten. Des Weiteren hat das Violoncello in seiner Orchestersuite Le carnaval des animaux: fantaisie zoologique einen Auftritt als Le cygne, der Schwan.
Zur Gruppe wichtiger Violoncellokomponisten zählen außerdem noch Felix Mendelssohn Bartholdy, Édouard Lalo, Eugen d’Albert, Edward Elgar sowie Max Bruch und Ferdinand Thieriot.

#### 20. Jahrhundert
Von den Komponisten des 20. Jahrhunderts ist das Violoncello als Soloinstrument reichlich bedacht worden. Viele Kompositionen, die es in seiner ganzen Vielfalt umfassen, wurden von den großen Virtuosen dieses Jahrhunderts inspiriert und sind diesen gewidmet.

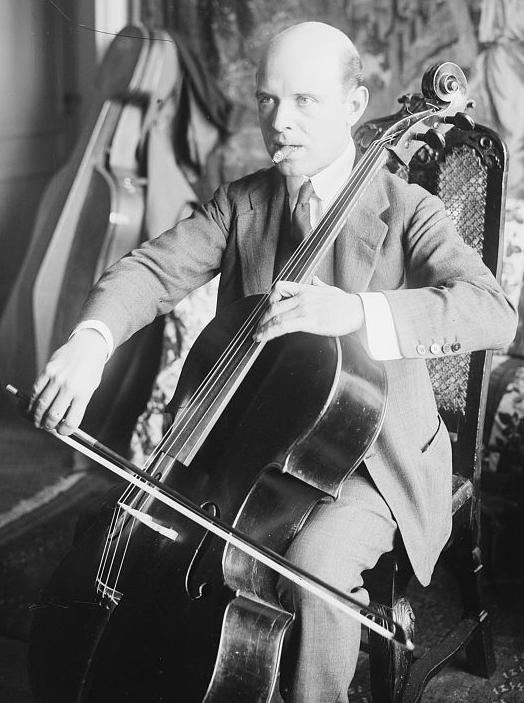
Pau Casals

Allen voran sind wohl Pau Casals (oft: Pablo Casals) und Emanuel Feuermann, Mstislaw Rostropowitsch, Pierre Fournier, Jacqueline du Pré, Yo-Yo Ma, Mischa Maisky, Gregor Piatigorsky und, insbesondere als Interpret zeitgenössischer Musik, Siegfried Palm zu nennen. Für Rostropowitsch schrieb Dmitri Schostakowitsch zwei Konzerte; außerdem gibt es Konzerte und andere Solowerke u. a. von Kalevi Aho, Henri Dutilleux, Giorgio Federico Ghedini, György Ligeti, Witold Lutosławski, Krzysztof Penderecki, Sergei Prokofjew, Bernd Alois Zimmermann und Firəngiz Əlizadə, von denen einige für Palm komponiert wurden. Von dem tschechischen Komponisten Bohuslav Martinů wurden zwei Cellokonzerte und zahlreiche Sonaten für Violoncello verfasst. Der Zwölftontechnik in Violoncello-Kompositionen bedienten sich unter anderen Ernst Krenek und Hans Werner Henze.

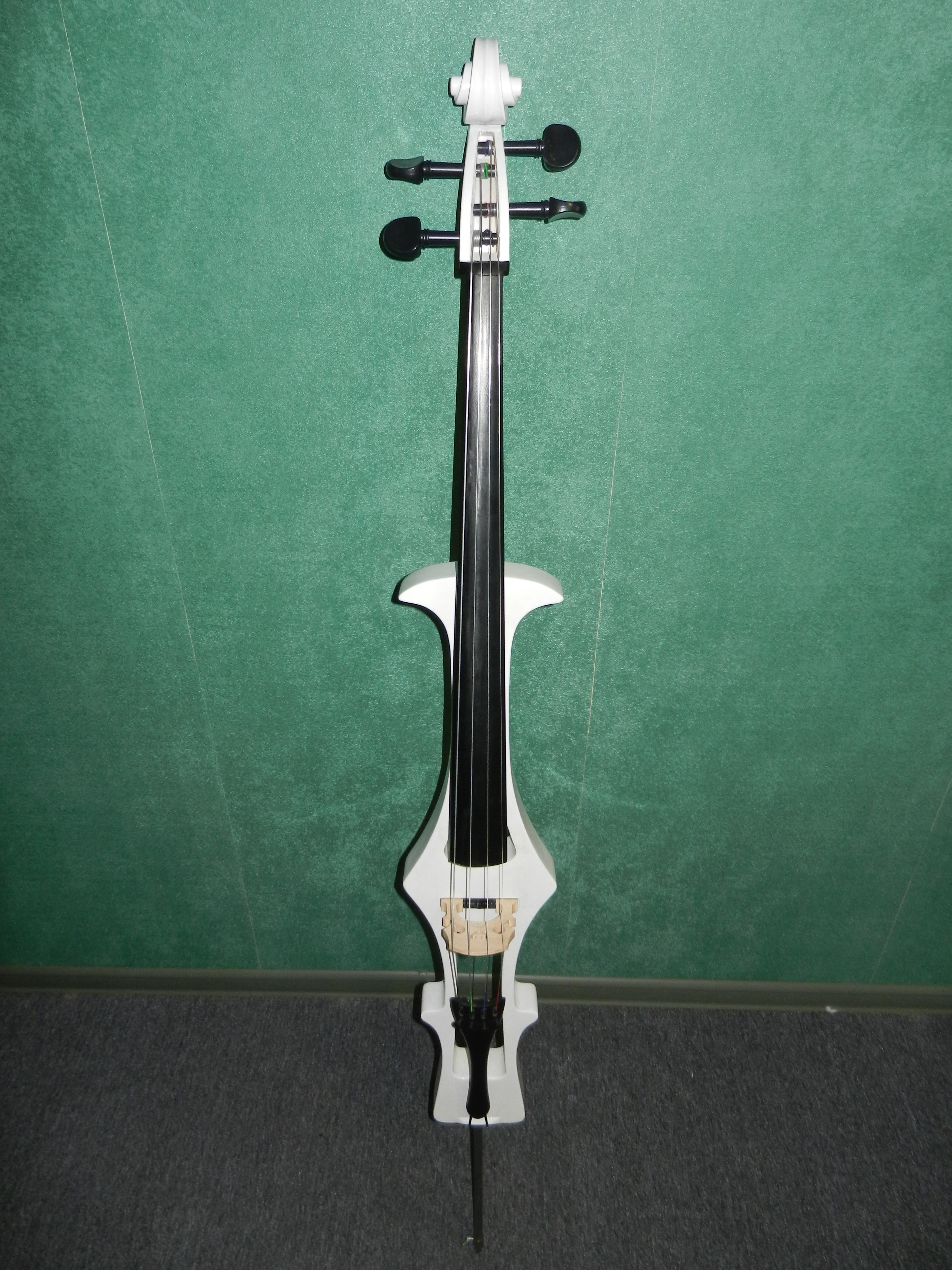
Elektrisches Violoncello

Im 20. Jahrhundert begann man auch in der Cellomusik zu experimentieren. Technische Neuerung machten das Speichern der Musik auf Tonträgern möglich, die elektronisch verändert und bearbeitet werden konnten. So befassten sich im 20. Jahrhundert erstmals Komponisten mit dem Violoncello in Verbindung mit Elektronik und Tonband, aber auch mit elektrisch verstärkten Violoncelli und ähnlichen Neuerungen. Eine Vielzahl spieltechnischer Erweiterungen wurden zum Beispiel in Helmut Lachenmanns Stück Pression für einen Violoncellisten komponiert. Die bis dahin ungewöhnlichen Spieltechniken wie Streichen mit Überdruck hinter dem Steg oder auf dem Saitenhalter, Klopfen und Reiben mit den Fingern auf der Korpusdecke, Streichen der Saiten von unten oder Flageolett-Glissandi produzieren eine große Palette von Klängen mit hohem Geräuschanteil. Die Werke ONE8 von John Cage und Mit diesen Händen von Dieter Schnebel entstanden unter Mitarbeit des Cellisten Michael Bach und beziehen mehrstimmige Klänge ein, die mit dem Rundbogen erzeugt werden.

### Im Orchester
Obwohl J. S. Bach bereits um 1720 mit den „Sechs Suiten für Violoncello solo“ die Virtuosität des Cellospiels demonstrierte, gelangten die Violoncelli im Orchester auch in den folgenden Jahren nicht über ihre Funktion in der Bassführung hinaus. In den Partituren wurden die Violoncelli oft gar nicht namentlich erwähnt, sondern mit den Kontrabässen und anderen Instrumenten im untersten Notensystem als bassi zusammengefasst.
Auch nach der Ablösung des Generalbasses in der Frühklassik änderte sich in der Wiener Klassik zunächst nichts an der Bassrolle der Violoncelli im Orchester. Schon Joseph Haydn aber trennte in seinen Sinfonien die Violoncelli zeitweise von den Kontrabässen und komponierte für sie eigene Stimmen. Ludwig van Beethoven führte diese Idee weiter und betraute die Violoncelli auch mit der Melodieführung, so zu Beginn seiner 3. Sinfonie oder im 2. Satz seiner 5. Sinfonie, in dem die Celli, unisono mit den Bratschen, das erste Thema anstimmen.

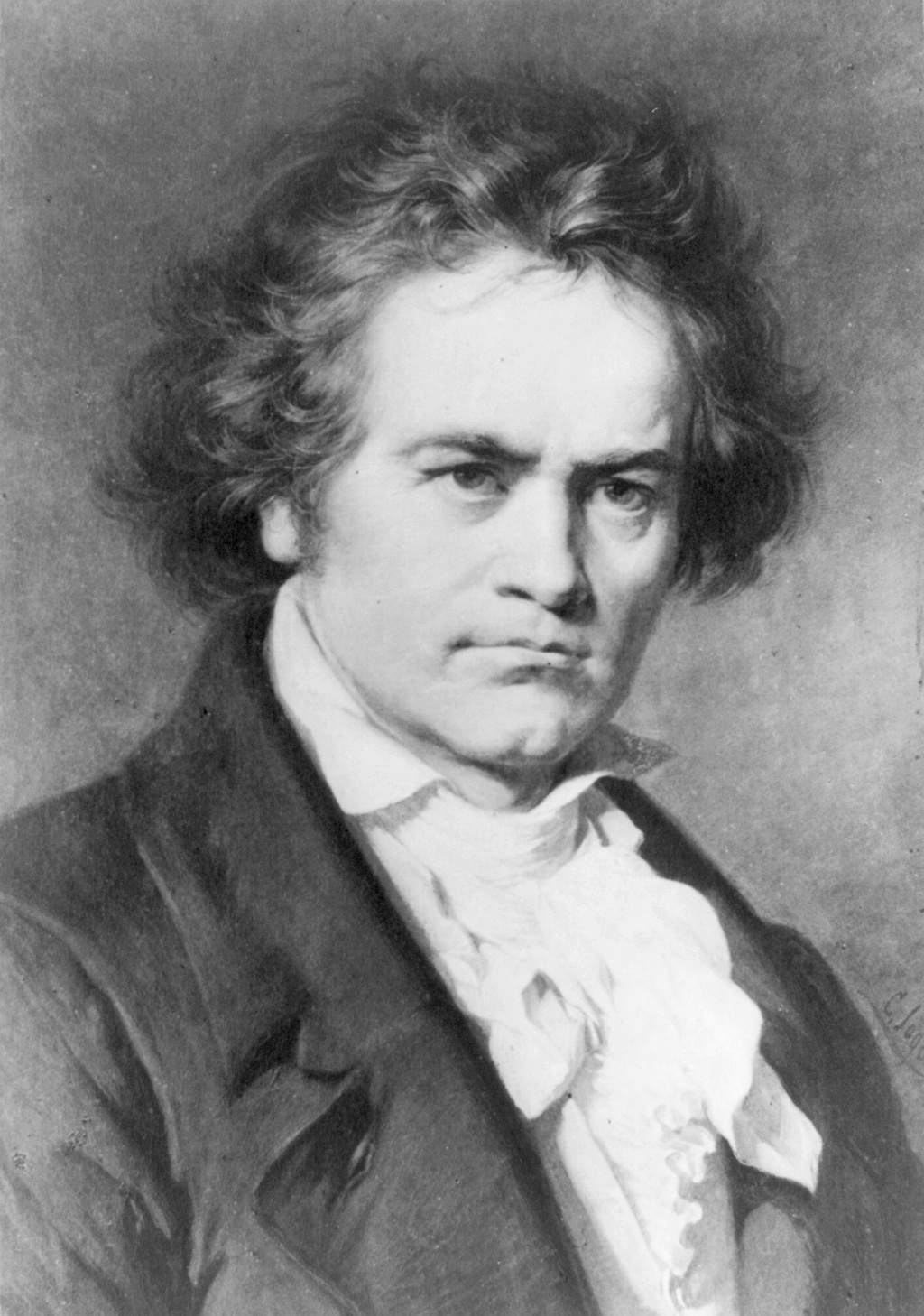
Ludwig van Beethoven emanzipierte die Violoncelli im Orchester

Der Schriftsteller und Musikkritiker E. T. A. Hoffmann (1776–1822) äußerte sich 1812 in seiner Rezension der Coriolan-Ouvertüre von Beethoven über die neue Rolle der Violoncelli im Orchester:

„Seit einigen Jahren ist das Violoncell ein für das Orchester neuerworbenes Instrument: denn sonst dachte man nicht daran, es durchaus obligat, außer dem Grundbaß zu behandeln. Auch in dieser Ouverture geht es selten ‚col Basso‘, sondern hat seine eigenen, zum Teil nicht leicht auszuführenden Figuren. Rec. [der Rezensent] gesteht zu, daß diese Art, das Violoncell zu behandeln, ein offenbarer Gewinn für das Orchester ist, da manche Tenorfigur, von den gewöhnlich schwach besetzten und überhaupt dumpfklingenden Violen vorgetragen, nicht genug heraustritt, der durchdringende originelle Ton des Violoncells dagegen von eingreifender Wirkung ist; in dem vollen Tutti würde er sich aber nicht entschließen können, den Kontrabässen die Unterstützung der Violoncelle zu rauben, da diese erst durch die höhere Oktave den Ton der Kontrabässe deutlich und scharf bestimmen.“

Seit Beethoven wurde das Violoncello neben seinen harmoniefüllenden Funktionen oft als Melodieinstrument in der Tenorlage verwendet. Eines der ersten Beispiele dafür ist das zweite Thema im 1. Satz von Schuberts Unvollendeter.
Zu den schönsten Orchestersoli für die Violoncelli zählt der dritte Satz der Sinfonie Nr. 3 in F-Dur, op. 90 von Johannes Brahms. Auch Pjotr Iljitsch Tschaikowski (zum Beispiel im 2. Satz der Symphonie pathétique), Antonín Dvořák (8. Sinfonie, Anfang), Claude Debussy (eine Passage im ersten Satz von „La Mer“) und viele andere Komponisten haben dem Instrument dankbare Aufgaben zugedacht.
Im Ballett „Le sacre du printemps“ von Igor Strawinski (1882–1971) haben die Violoncelli im zweiten Stück „Die Vorboten des Frühlings – Tänze der jungen Mädchen“ mit ihren Staccatorhythmen einen markanten Auftritt.

### Moderne Verwendungen
Das Violoncello spielt wegen der Vielfalt seiner klanglichen Möglichkeiten auch außerhalb der klassischen Orchestermusik eine Rolle:

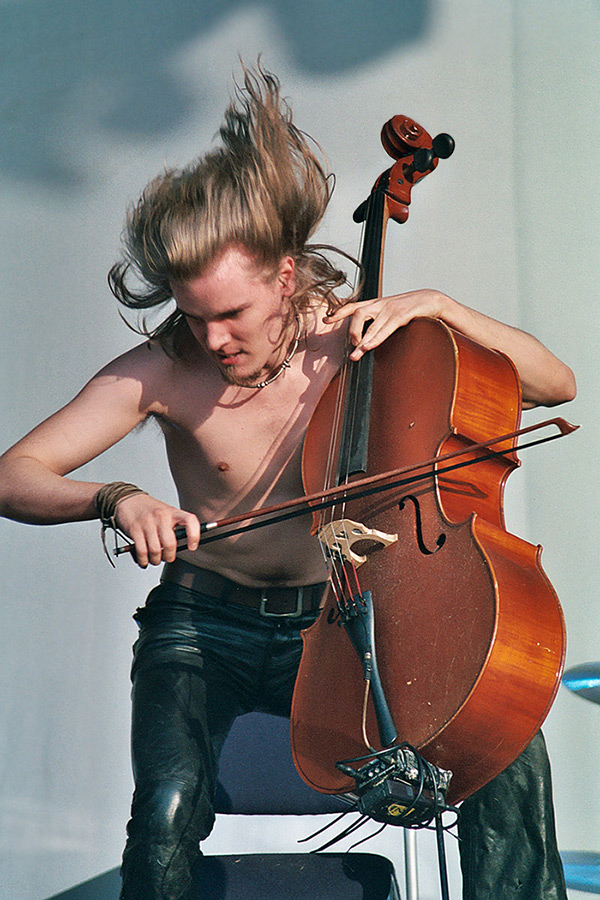
Perttu Kivilaakso, Mitglied der Gruppe Apocalyptica, mit elektrisch verstärktem Violoncello

- Beim argentinischen Tango Nuevo wird häufig auch ein Violoncello eingesetzt.
- Im Jazz wurde das Violoncello durch den Cellisten und Kontrabassisten Oscar Pettiford populär. Ihm folgten Jazzmusiker wie Ron Carter, Dave Holland, Abdul Wadud, Hank Roberts und David Baker. Der Celloklang wurde zum Teil auch elektronisch verstärkt, verzerrt oder – wie im Falle von Zoë Keating – vervielfacht. Siehe auch → Jazzcello
- Ein komplett elektrisches Cello, also E-Cello, hat keinen Resonanzkörper und ist dadurch kleiner und leichter als ein normales. Unverstärkt ist es beim Spielen nahezu lautlos.[20]
- Die Band Rasputina verwendet in ihrer Musik fast ausschließlich Cello, damit prägte die Band auch den Musikstil „Cello Rock“.
- Seit dem Ende der 1960er Jahre begegnet man dem Violoncello in der Rockmusik. Schon die Beatles experimentierten auf ihren Studioalben mit Celloklängen. Als Vorreiter führte Roy Wood, der vor allem mit dem Electric Light Orchestra assoziiert wird, das Violoncello als festen Bestandteil eines Ensembles in die Bühnenpraxis von Rock ’n’ Roll und Popmusik ein. Außerdem schrieb einer der wohl bekanntesten zeitgenössischen Komponisten, Andrew Lloyd Webber, ein modernes Album für Celli, welches sich aus Variationen eines Themas von Paganini zusammensetzt.
- 1972 begründeten die 12 Cellisten der Berliner Philharmoniker das erste Celloensemble und gaben damit den Anstoß für eine Vielzahl neuer Kompositionen für eine solche Kammermusikgruppe.

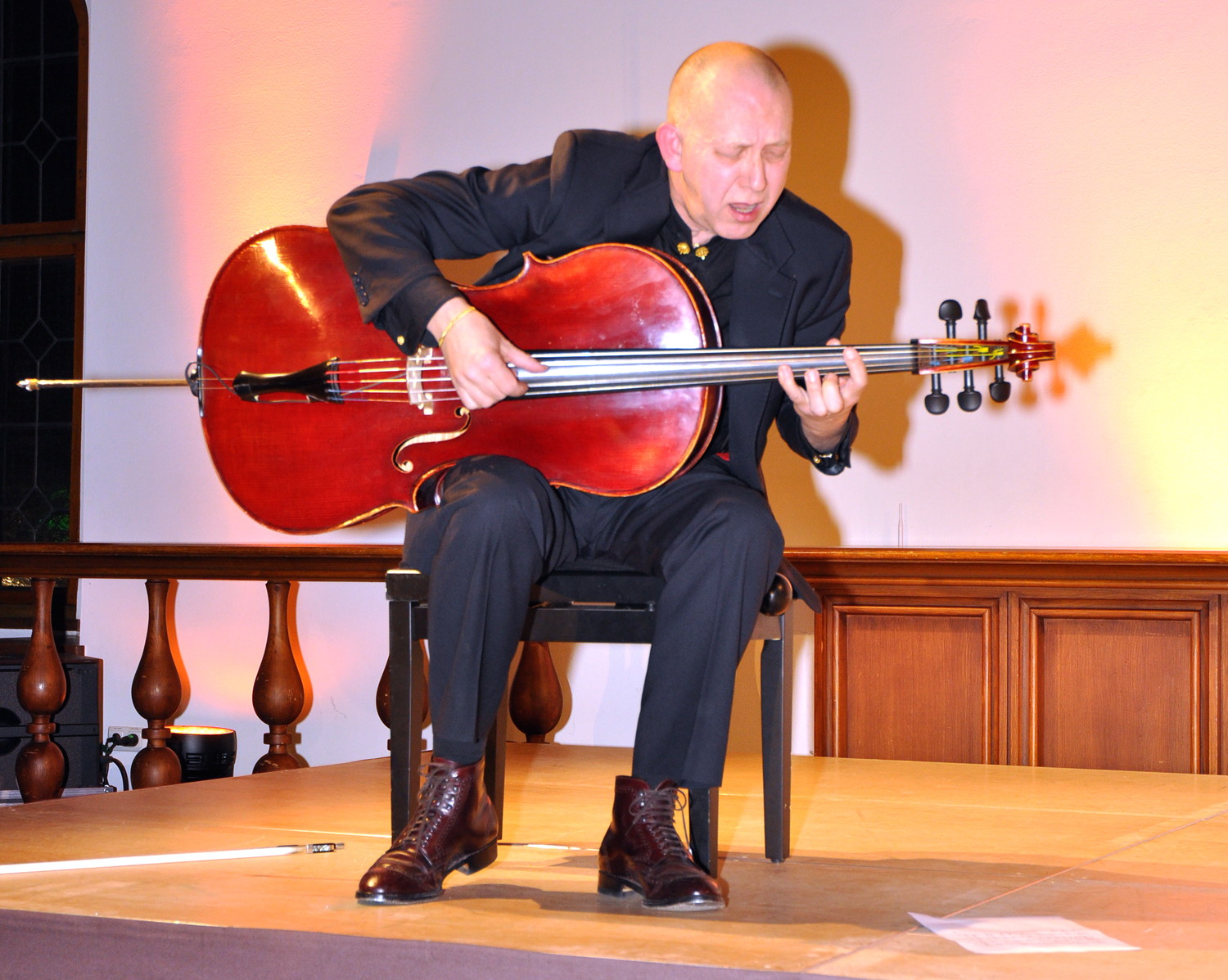
Jazz-Cellist Ernst Reijseger mit einem wie eine Gitarre gespielten Cello

- Im Jahr 1996 begannen vier finnische Cello-Studenten der Sibelius-Akademie in Helsinki, Lieder ihrer Lieblingsband, der Metal-Formation Metallica, auf dem Cello zu spielen. Als Prüfung an der Akademie wählten sie daraus vier Stücke aus. Daraus entstand die finnische Cello-Rock-Gruppe Apocalyptica, die Instrumentalmusik mit elektronisch verstärkten und veränderten Celloklängen praktiziert. Während das erste Album Plays Metallica by Four Cellos lediglich auf Cello gespielte Metallica-Stücke enthielt, beinhalteten die nachfolgenden Alben neben Coverversionen von unter anderem Metallica, Slayer, Sepultura und Rammstein auch stets Eigenkompositionen.
- Im Verbund mit dem Flamenco-Gitarristen Pedro Bacàn öffnete Ramón Jaffé dem Violoncello das Tor zum Flamenco. Den Weg beschreitet Jaffé nach dem Tode Bacàns mit seinem eigenen Ensemble.
- Auch die Band Coppelius benutzt das Cello anstelle der E-Gitarre.
- Das Duo 2Cellos, bestehend aus Luka Šulić und Stjepan Hauser, ist im klassischen, überwiegend aber im Rock-verwandten Genre sowie in der Filmmusik unterwegs. Sie nutzen das gesamte Klangpotenzial ihrer Instrumente und bauen es in Arrangements mit Tontechnik ein.

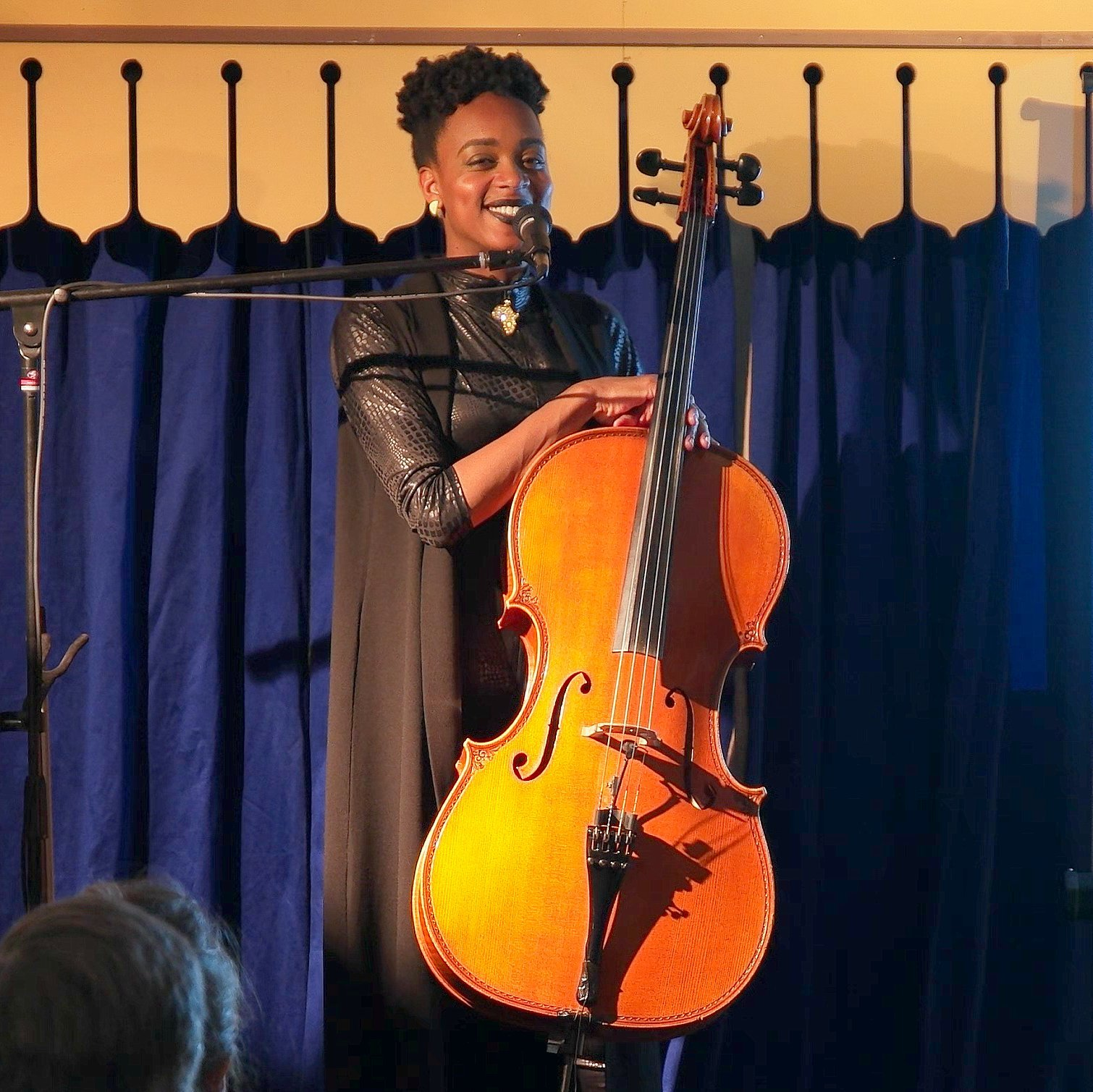
Ayanna Witter-Johnson, Auftritt im Toy Museum Folk Club, 13. April 2019

- Der englische Singer-Songwriter und Rock-Musiker Peter Gabriel setzte bei seinen letzten Alben Orchesterelemente ein. Die Alben Scratch My Back von 2010 und New Blood von 2011, sowie das Livealbum Live Blood von 2012 entstanden ausschließlich mit Orchesterbegleitung. Bei seinen Tourneen The New Blood Tour 2010–2011 begleitete ihn ein ganzes Orchester, bei der Back to Front Tour von 2012–2014 begleitete ihn Linnea Olsson und bei der I/o The Tour 2023 Ayanna Witter-Johnson am Violoncello. Bei seinem im Dezember 2023 erschienenen Album i/o ist Linnea Olsson bei dem Lied Love Can Heal am Solo-Violoncello zu hören und Ian Burdge bei dem Lied And Still. Außerdem spielen Chris Worsey, Caroline Dale, William Schofield, Tony Woollard und Chris Allan mit dem New Blood-Orchestra bei 9 von 12 Songs des Albums.

## Pädagogik

### Kleine Violoncelli

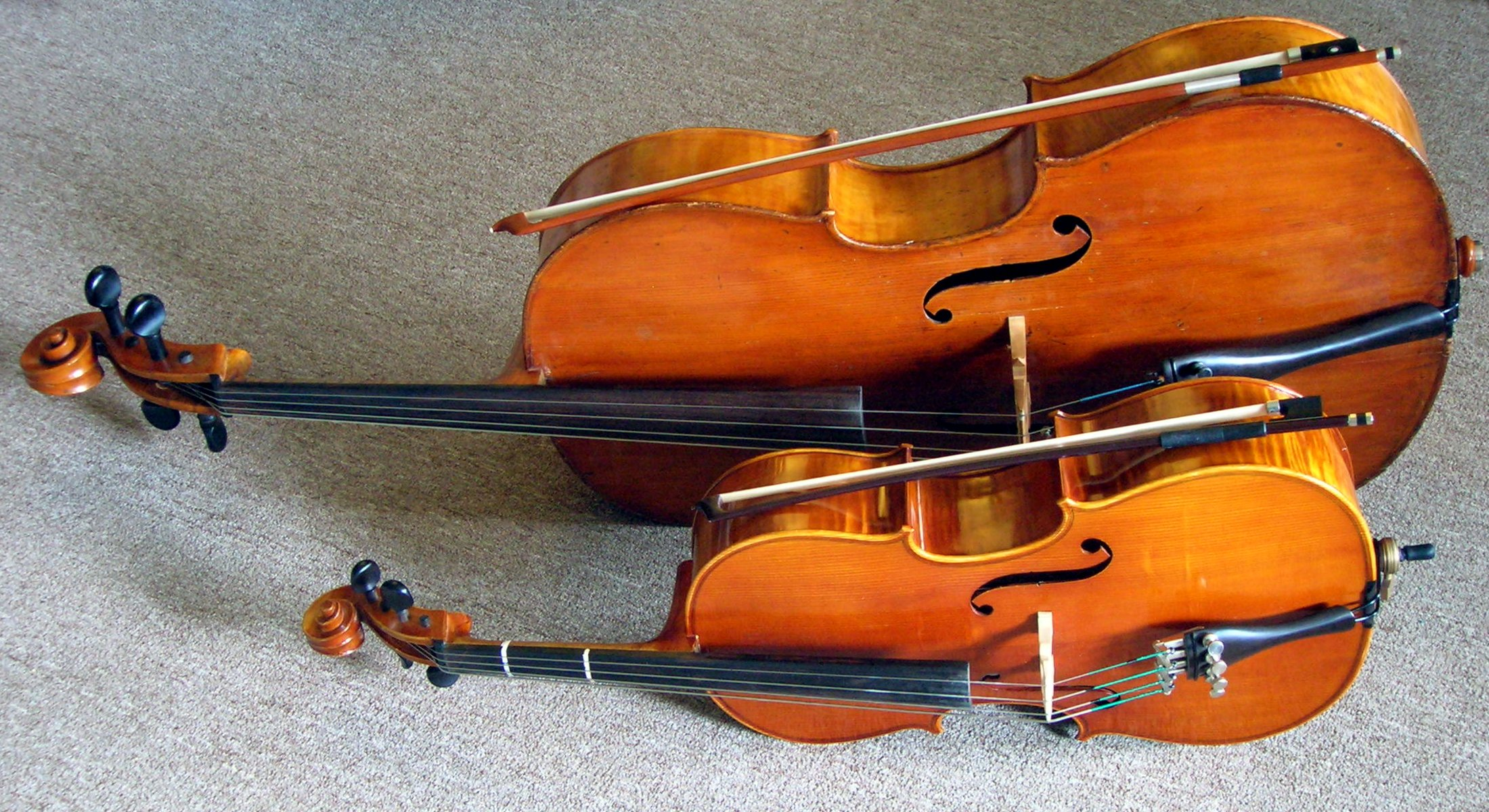
1/8-Cello vor einem ganzen Cello

Für Kinder, die das Instrument erlernen, gibt es neben dem normalen 4/4-Cello (Korpuslänge etwa 750 mm) auch Instrumente in kleineren Ausführungen.
- 1/16-Cello
- 1/8-Cello – Korpuslänge 510 mm
- 1/4-Cello – Korpuslänge 590 mm
- 1/2-Cello – Korpuslänge 655 mm
- 3/4-Cello – Korpuslänge 690 mm
- 7/8-Cello – Korpuslänge 720 mm

Aus der Bruchzahl lässt sich nicht direkt auf die Größe des Instruments schließen. So beträgt die Größe eines 3/4-Cellos etwa 90 % eines 4/4-Cellos, die eines 1/8-Cellos noch 65 %.

### Unterrichtswerke für das Cellospiel
Vor 1900
- Michel Corrette: Méthode, théorique et pratique. Pour apprendre un peu de tems le Violoncelle dans sa perfection. (1741)
- Jean-Louis Duport: Essai sur le doigté du Violoncelle et sur la conduite de l’archet. (zwischen 1806 und 1819?)
- Friedrich August Kummer: Violoncelloschule für den ersten Unterricht op. 60. (1839)
- Bernhard Romberg: Violoncell-Schule. (1840)
- Sebastian Lee: Violoncell-Schule op. 30. (1845)
- Friedrich Dotzauer: Celloschule.

Nach 1900
- Louis R. Feuillard: La technique du violoncelle.
- Joachim Stutschewsky: Das Violoncellspiel. Systematische Schule vom Anfang bis zur Vollendung. (1932–1937)
- Folkmar Längin: Praktischer Lehrgang für das Violoncellospiel. 5 Bände. (? 1950–1960)
- Susanne Hirzel: Violoncelloschule. (1959). Mit Originalbeiträgen von Bohuslav Martinů.
- Doris und Hans-Peter Linde: Violoncellofibel. 2 Bände. (1978?)
- Antal Friss: Schule für Violoncello.
- Egon Saßmannshaus: Früher Anfang auf dem Violoncello. (neu 2008)
- Gerhard Mantel: Cello mit Spass und Hugo.
- Michael Bach: Fingerboards & Overtones, Bilder, Grundlagen und Entwürfe eines neuen Cellospiels. (1991)
- Walter Mengler: Mit dem Cello auf Entdeckungsreise: die andere Celloschule. 3 Bände. Bosworth Verlag, (1995–1998), [vermutlich digital] ISBN 978-3-936026-08-5.
- Julia Hecht: Cello spielen – Eine Einführung für neugierige Erwachsene. 2 Bände. Edition Peters (2007–2009)
- Gabriel Koeppen: Celloschule. (2012)
- Heike Wundling: Der Cello-Bär.
- Anna Marton: Einführung in das Lagenspiel. (2002)